# Cerambyx miles
Cerambyx miles ist ein Käfer aus der Familie der Bockkäfer (Cerambycidae) und der Unterfamilie Cerambycinae. Die Gattung Cerambyx umfasst dreizehn paläarktische Arten, von denen sieben in Europa vorkommen.
| |                                                                   |
| Abb. 1: Illustration zur Erstbeschreibung durch Bonelli 1812 links Männchen, rechts Weibchen |                                                                   |
| |                                                                   |
| Abb. 2: links Aufsicht Männchen, rechts Weibchen seitlich |                                                                   |
| |                                                                   |
| Abb. 4: Kopf von schräg oben-vorn blau getönt: oberer Teil der Augen; grüne Strecke: Ab- stand der Augen auf der Stirn, zum Vergleich auf 1. Fühlerglied übertragen                                                                   |                                                                   |
| Abb. 3: Behaarung, Aus- schnitte im gleichen Maßstab A I: 1. Abdominalsternit A II: 2. Abdominalsternit B: Wange, E: Apex Flügeldecke                                                                                                 |                                                                   |
| |                                                                   |
| |                                                                   |
| Abb. 5: Kopf seitlich, unte- rer Augenteil blau getönt |                                                                   |
| |                                                                   |
| Abb. 6 und 7: Details Fühler; 1,3,9,10: 1. 3. 9. 10: Fühlerglied grüne senkrechte Strecke: Länge des 2. Fühlerglieds grüne waagrechte Strecke: Breite des 2. Fühlerglieds Pfeilspitzen auf vordere äußere Ecken des 9. und 10. Glieds |                                                                   |
| |                                                                   |
| Abb. 8: Halsschild von schräg seitlich-oben (Kopf links) | Abb. 9: Schildchen (Kopf oben)                                    |
| |                                                                   |
| Abb. 10: Ausschnitt Seitenansicht, grün: Hilfslinie zur bes- seren Einschätzung der Wölbung über der Länge, Pfeil auf Quereindruck (Kopf rechts)                                                                                      |                                                                   |
| |                                                                   |
| Abb. 11: Ausschnitt Vorderbein; blau getönt: 4. Tarsenglied; Bezeichnungen wie in Abb. 13 | Abb. 12: Spitze linke Flügel- decke, rechts oben Flügeldeckennaht |
| |                                                                   |
| Abb. 13: Ausschnitt Hinterbein, links Aufsicht, rechts Unterseite Ti: Tibia, Ta1, Ta2: 1. und 2. Tarsenglied; grüne senkrechte Strecke: Breite des 1. Tarsenglieds grüne waagrechte Strecke: vergleichend Länge des 1. Glieds         |                                                                   |

## Bemerkungen zum Namen
Der Käfer wurde erstmals 1812 unter dem Namen Cerambix miles von Bonelli aus dem Piemont beschrieben. Zur Beschreibung gehört die Abbildung eines Männchens und eines Weibchens, die die Schreibweise Cerambyx miles zeigen (Abb. 1).  Der Artname miles ist vom Lateinischen „miles“ übernommen. Er bedeutet „Soldat, Krieger“. Bonelli gibt keinen Hinweis darauf, was ihn zu dieser Namensgebung bewogen hat. Der Name der Gattung Cerambyx, der die Art heute zugeordnet wird, ist von altgr. κεράμβυξ (kerámbyx) abgeleitet. So wurden Käfer mit langen Fühlern benannt.
Der Käfer wurde 1829 von Latreille Cerambyx militaris genannt, vermutlich als Übersetzungsfehler über das französische militaire. Von Germar wurde die Art als Cerambyx nodulosus beschrieben.

## Merkmale des Käfers
Die Arten der Gattung Cerambyx sehen sich sehr ähnlich. Dies verdeutlicht ein großformatiger optischer Vergleich der Männchen der fünf häufigsten europäischen Cerambyx-Arten einschließlich Cerambyx miles, siehe Abschnitt Weblinks. Deswegen muss man zur Identifizierung mehrere nicht einfach zu erkennende Merkmale heranziehen.
Der Käfer wird 32 bis 46 Millimeter lang und wird damit fast so groß wie Cerambyx cerdo und Cerambyx welensii. Er erscheint in Aufsicht unbehaart (Abb. 2), bei starker Vergrößerung erkennt man auf dem Kopf wenige kurze, schüttere Haare (Abb. 3 B), auf den Flügeldecken befinden sich sehr kurze, leicht zu übersehende Härchen (Abb. 3 E, Abb. 12). Die schwarze Unterseite ist dicht grau seidenhaarig anliegend behaart (Abb. 3 AI, AII).
Der Kopf ist geneigt. Zwischen den Fühlern ist er längs gefurcht (Abb. 4). Die elfgliedrigen Fühler überragen beim Männchen kaum das Ende der Flügeldecken, das letzte Fühlerglied ist das längste. Die Fühler sind damit deutlich kürzer als die der Männchen anderer Cerambyx-Arten. Beim Weibchen sind die Fühler deutlich kürzer, das letzte Fühlerglied ist nicht das längste. In beiden Geschlechtern ist das kleine zweite Fühlerglied schmal ringförmig, über doppelt so breit wie lang (Abb. 6). Das dritte und vierte Fühlerglied sind ausgeprägt birnenförmig. Auch das fünfte Fühlerglied verdickt sich zum Ende hin kugelig, fast wie bei Cerambyx nodulosus (Abb. 2). Die Fühlerglieder sechs bis zehn sind an der vorderen Außenecke eckig ausgezogen, nicht abgerundet (Abb. 7). Die Augen sind relativ klein, kleiner als bei den dämmerungsaktiven Verwandten. Sie sind nierenförmig und umschließen die Fühlereinlenkung von hinten. Der untere Teil der Augen nimmt nicht die ganze Breite der Seite des Kopfes ein (Abb. 5). Die Stirn ist zwischen den oberen Augenteilen relativ breit, kaum schmäler als das erste Fühlerglied breit ist (Abb. 4).
Der Halsschild ist deutlich gerunzelt, aber die Runzeln sind abgeflacht und sie verlaufen in der Mitte des Halsschilds vorwiegend quer (Abb. 8). Etwa in der Mitte der Seite ist beim Männchen ein deutlicher Dorn ausgebildet, der beim Weibchen schwächer ausgebildet sein kann – in der Beschreibung und Abbildung von Bonelli fehlt er beim Weibchen und der Halsschild des Weibchens wird als unbewaffnet (inermis) bezeichnet (Abb. 1).
Das Schildchen ist halbkreisförmig (Abb. 9) und relativ dicht behaart.
Die Flügeldecken sind von hinten nach vorn nicht durchgehend gewölbt, sondern vor der Mitte leicht quer eingedrückt (Abb. 11). Sie enden einzeln konvex abgerundet (Abb. 12). Die Flügeldeckennaht läuft nicht in einen kleinen spitzen Dorn aus. Die Flügeldecken werden zur Spitze hin rotbraun (Abb. 12).
Die Tarsen sind alle fünfgliedrig. Sie erscheinen jedoch viergliedrig, weil das vierte Tarsenglied sehr klein in der Ausbuchtung des dritten Tarsenglieds an der Basis des Klauenglieds sitzt (blau getönt in Abb. 11). Die Tarsen der Vorderbeine sind relativ breit, das erste Tarsenglied ist doppelt so breit wie lang (Abb. 11). Am Hinterbein ist das 1. Tarsenglied eher schlank, mehr als doppelt so lang wie breit (Abb. 13). Auf der Unterseite ist nur das erste Tarsenglied der Hinterbeine gefurcht (Abb. 13 rechts).

## Die Larve und ihre Tätigkeiten
Der Franzose Jean-Henri Fabre, der die Natur detailreich beobachtete und beschrieb, notierte nicht nur das Verhalten der Larve von Cerambyx miles, sondern unterwarf sie vielfachen Experimenten mit dem Ziel, mehr über ihr Verhalten zu erfahren. Als Feuerholz besorgte er im Spätherbst keine Ware mit hohem Brennwert, sondern er bevorzugte verwurmtes, von Larven durchlöchertes altes Eichenholz, in dem er die dort überwinternden Insekten beobachten konnte. Von Cerambyx miles fand er Larven in zwei Größenklassen, Puppen und frisch geschlüpfte Imagines, woraus er Schlüsse über den Entwicklungszyklus ziehen konnte. Die Larven erreichen im letzten Stadium eine Länge von acht bis neun Zentimetern. Die beiden schwarzen, kurzen, ungezähnten Mandibeln arbeiten wie Hohleisen. Sie schneiden portionsgerechte Bissen ab, die dem Verdauungssystem zugeführt werden, und schaffen gleichzeitig Raum, um im Holz weiter vorzudringen. Sie sind mit einer leistungsfähigen Muskulatur in einem Skelett um den Mund verankert. Im Übrigen ist die Larve weißgelb und fleischig.
Da Fabre an den Larven keine Augen finden konnte, experimentierte er auch mit Geräuschen und starken Gerüchen (Campher, Naphthalin) und kam zum Ergebnis, dass die Larven weder sehen noch hören oder riechen können und lediglich über einen spärlich ausgebildeten Geschmack- und Tastsinn verfügen. So fressen sich die  kriechenden Darmstücke (des bouts d'intestin qui rampent) lediglich in Richtung geeigneter Holzqualität in gewundenen Gängen durch das Holz.
Da Fabre an der Larve nur rudimentäre dreigliedrige Beine mit einer Länge von nur einem knappen Millimeter fand, beschäftigte er sich auch mit der Fortbewegung der Larve. Er stellte fest, dass die Beine keinerlei Rolle bei der Fortbewegung spielen. Diese erfolgt dadurch, dass bei Betätigung entsprechender Muskeln die Körpersegmente sich verkürzen und verdicken. Dadurch verkeilen sich die im Rücken- und Bauchbereich befindlichen chitinisierten Platten und die seitlich liegenden Kriechwülste im Fraßgang. In den davor und dahinter liegenden Bereichen können quer liegende Muskeln die Körpersegmente verdünnen und dabei verlängern. So kann sich die Larve relativ behend in den Gängen nach vorwärts oder rückwärts bewegen.
Schließlich unternahm Fabre noch Versuche zum Verlassen des Holzes durch den geschlüpften Käfer. Er untersuchte, wie dick eine Holzschicht sein kann, damit sie der fertige Käfer durchnagen kann. Dabei ergab sich, dass der Käfer häufig selbst die dünnen Trennwände in den Stängeln von Schilfrohren in geeigneter Dicke nicht durchtrennen kann, noch weniger Holz. Deswegen nagt die Larve vor der Verpuppung einen Gang bis in die Rinde, von der er nur eine dünne Schicht stehen lässt – Fabre schreibt mit einer Restdicke von nichts, ein schwacher Vorhang (elle ne laisse intact qu' une paisseur de rien, un faible rideau) – häufig sogar wird die Rinde völlig durchnagt. Die Rindenreste muss der fertige Käfer später dann mit seinen Mandibeln nur noch durchstoßen und an den Rändern abnagen, um ins Freie zu gelangen. Nach der Anlage des Schlupflochs zieht sich die Larve mäßig tief ins Holz zurück und baut eine geräumige Puppenkammer mit einer Länge von acht bis zehn Zentimetern, der horizontalen Breite von 25 bis dreißig Millimetern und der vertikalen Breite von etwa 15 Millimetern. Der Zugang nach außen wird mehrfach gesichert: vor der Kammer ein Pfropfen aus Genagsel, am Eingang zur Kammer ein ovaler Deckel aus einer kreideähnlicher Substanz und gelegentlich in der Kammer zusätzlich eine Schicht genagter Späne. Fabre untersuchte die Chemie des Deckels. Er ist überzeugt, dass die Larve lange Zeit Spuren von Kalziumkarbonat, die er mit dem Holz aufnimmt, in seinem Magen ansammelt und jetzt diese Vorräte hervorwürgt und zusammen mit wenigen eiweißhaltigen Verbindungen als Zement portionsweise von innen in den Eingang der Puppenkammer drückt und anschließend die der Kammer zugewandte Seite von innen glättet. Vor der Verpuppung raspelt die Larve von der Wand der Puppenkammer noch ganz feine ausgefranste Holzspäne ab, die wie Daunen als Polsterung dienen und die die Kammer mit einer Schicht von mindestens einem Millimeter auskleiden.
Bei der Verpuppung liegt die Larve so, dass sich der Kopf unter dem Deckel befindet. Wenn der fertige Käfer im kommenden Jahr ins Freie dringt, räumt er mit den Beinen die Holzspäne zur Seite. Der Deckel wird mit dem Kopf aus seinem Rahmen gesprengt und unzerkleinert zur Seite gedrückt, dann die Holzspäne vor der Kammer beiseite geschafft. Der Käfer muss nun lediglich das Schlupfloch in der Rinde durch Nagen genügend vergrößern.
Es existiert noch eine zweite Beschreibung der Larve von Cerambyx miles durch Horvath, die jedoch vermutlich einen anderen Käfer meint.

## Biologie
Die Käfer sind von Juni bis August an den Brutbäumen zu finden. Sie entwickeln sich unter der Rinde lebender Bäume, hauptsächlich von Eichen, aber auch von anderen Laubbäumen (Hainbuchen, Prunus, Walnüsse, Eschen, Kastanien, Äpfel, Birnen, Weißdorne, Weinreben (?), …). Dementsprechend findet man die wärmeliebenden Käfer in lichten Eichenwäldern, in Gärten, in Uferwäldern verschiedenster Zusammensetzung, auch auf abgeholzten Flächen. Meist wird der gleiche Wirtsbaum über mehrere Jahre beibehalten. Eine Untersuchung der Aktivitätsrhythmik ergab, dass die Aktivität in der Morgendämmerung beginnt, während des Vormittags zunimmt und ihren Höhepunkt am späten Nachmittag erreicht. Vor Einbruch der Abenddämmerung nimmt sie wieder abrupt ab.
Ende Juni bis Ende August finden die Käfer fliegend zueinander und kopulieren im Laub oder an den Stämmen der Wirtspflanzen. Danach sucht das Weibchen durch Tasten die Rinde nach Rissen ab und legt etwa zwanzig Eier (Länge 3 Millimeter, Durchmesser 1,07 Millimeter, gelb, mit weißlichen Enden) in Risse der Rinde oder in verletzte Stellen des Wirtsbaums in dickere Äste, Stämme oder den Wurzelbereich der Wirtspflanzen. Die Larve schlüpft nach fünfzehn bis zwanzig Tagen. Die frisch geschlüpften Larven fressen sich bis zur Unterseite der Rinde durch. Die Fraßgänge werden zunehmend breiter und tiefer und stoßen dann ins Splintholz und schließlich ins Kernholz vor. Die Verpuppung erfolgt nach zwei bis drei Jahren im Spätsommer im Splintholz. Der Käfer schlüpft etwa einen Monat später und er überwintert in der Puppenkammer. Im späten folgenden Frühjahr verlassen die Käfer den Baum.
Durch die Schädigung des Holzes sowie das Benagen von Blüten und Obst können die Käfer in Obstbaumplantagen schädlich werden. In manchen Gegenden Frankreichs trägt der Käfer deswegen den Namen Birnenfresser (mange-poire). Heute ist der Käfer so selten, dass sein Schutz wichtiger ist als seine Bekämpfung.

## Verbreitung
Der Käfer ist in Südeuropa verbreitet. Sein Verbreitungsgebiet setzt sich jedoch nach Osten über Europa hinaus fort. Er ist aus Albanien,  Bosnien und Herzegowina, Bulgarien, Frankreich, Griechenland,  Italien mit Sizilien gemeldet und kommt auf dem Kaukasus auf der Krim, in Kroatien, im Libanon, auf Malta, in Nordmazedonien,  Portugal, Rumänien sowie auf dem Südkaukasus, der Schweiz, Serbien, Slowakei, Slowenien, Spanien, Syrien, Tschechien, Türkei und Ungarn vor.